# Будельер
Бюделье́р (фр. Budelière, окс. Budeliere) — коммуна во Франции, находится в регионе Лимузен. Департамент коммуны — Крёз. Входит в состав кантона Шамбон-сюр-Вуэз. Округ коммуны — Обюссон.
Код INSEE коммуны — 23035.

## Население
Население коммуны на 2010 год составляло 788 человек.
| 1962 | 1968 | 1975 | 1982 | 1990 | 1999 | 2010 |
| ---- | ---- | ---- | ---- | ---- | ---- | ---- |
| 742  | 689  | 623  | 715  | 756  | 755  | 788  |

## Экономика
В 2010 году среди 478 человек трудоспособного возраста (15—64 лет) 333 были экономически активными, 145 — неактивными (показатель активности — 69,7 %, в 1999 году было 59,5 %). Из 333 активных жителей работали 289 человек (150 мужчин и 139 женщин), безработных было 44 (22 мужчины и 22 женщины). Среди 145 неактивных 23 человека были учениками или студентами, 47 — пенсионерами, 75 были неактивными по другим причинам.